# Rosalia coelestis
Rosalia coelestis är en skalbaggsart som beskrevs av Semenov 1911. Rosalia coelestis ingår i släktet Rosalia och familjen långhorningar. Inga underarter finns listade i Catalogue of Life.

## Bildgalleri

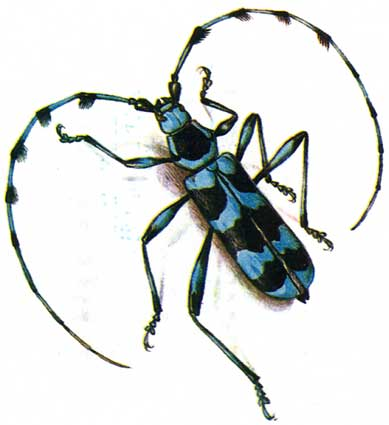